# Balotești (Ilfov megye)
Balotești község és falu Ilfov megyében, Munténiában, Romániában. A hozzá tartozó települések: Dumbrăveni és Săftica. A községközpont hivatalosan Balotești település, annak ellenére, hogy a községháza Săftica-n található.

## Fekvése
A megye északi részén található, a megyeszékhelytől, Bukaresttől, huszonöt kilométerre északra, a Cociovaliștea folyó mentén..

## Története
A 19. század végén a község Ilfov megye Snagov járásához tartozott és Balotești, Cacaleți, Preoțești, Popești-Petrești valamint Săftica falvakból állt, összesen 891 lakossal. A község tulajdonában volt egy iskola és öt templom, egy-egy mindegyik faluban.
1925-ös évkönyv szerint Ilfov megye Băneasa járásához csatolták, lakossága ekkor 1329 fő volt.
1950-ben közigazgatási átszervezés alapján, a Căciulați rajonhoz került, majd 1960-ban a Bukaresti régió Răcari rajonjához csatolták.
1968-ban ismét megyerendszert vezettek be az országban, a község az újból létrehozott Ilfov megye része lett. 1981-től az Ilfovi Mezőgazdasági Szektor része lett, egészen 1998-ig, amikor ismét létrehozták Ilfov megyét.
1995. március 31.-én a község területén történt a TAROM 371-es járatának katasztrófája, melyben mind az 50 utas és a 10 főnyi legénység életét vesztette.

## Lakossága
| Nemzetiségek        | 2002 | 2002   |
| ------------------- | ---- | ------ |
| Románok             | 6443 | 95,79% |
| Romák               | 243  | 3,61%  |
| Magyarok            | 9    | 0,13%  |
| Lipovánok           | 4    | 0,05%  |
| Németek             | 3    | 0,04%  |
| Olaszok             | 3    | 0,04%  |
| Törökök             | 2    | 0,02%  |
| Görögök             | 1    | 0,01%  |
| Egyéb nemzetiségűek | 17   | 0,25%  |
| Nem nyilatkozott    | 1    | 0,01%  |
| Összesen            | 6726 | 100,0% |